# Spektrohelioskop
Spektrohelioskop – astronomiczny instrument optyczny do obserwacji Słońca w wąskim przedziale widma elektromagnetycznego.
Spektrohelioskop  zbudowany jest z teleskopu i spektrografu szczelinowego o dużej rozdzielczości. W miejscu, w którym otrzymuje się widmo, umieszcza się drugą szczelinę, która wycina fragment o bardzo wąskim przedziale długości fali, odpowiadającym szerokości pojedynczej linii widmowej lub jego części. Synchroniczne drgania obu szczelin z odpowiednią częstotliwością, umożliwia obserwację monochromatyczną wycinka tarczy słonecznej. Zmodyfikowany konstrukcyjnie spektrohelioskop to spektroheliograf.